# ارژی پاستور
ارژی پاستور (مجاری: Erzsi Pásztor؛ زادهٔ ۲۴ سپتامبر ۱۹۳۶) یک هنرپیشه اهل مجارستان است.
از فیلم‌ها یا مجموعه‌های تلویزیونی که وی در آن‌ها نقش داشته است می‌توان به راپسودی آمریکایی اشاره نمود.
وی همچنین برندهٔ جوایزی همچون جایزه کشوت شده‌است.